# Ella (película de 1925)
Ella (en el original en inglés, She) es una película de 1925 de aventuras y fantasía británica-alemana realizada por Reciprocity Films, codirigida por Leander de Cordova y G. B. Samuelson, y protagonizada por Betty Blythe, Carlyle Blackwell, y Mary Odette. Fue filmada en Berlín en régimen de coproducción, y basada en la novela homónima de Henry Rider Haggard. Según los créditos de apertura, los intertítulos fueron especialmente escritos para la película por el propio Haggard; el escritor falleció en mayo de 1925, el año en que la película se estrenó, y nunca llegó a verla acabada. La película se conserva completa.
El exitoso libro fue un tema popular para los cineastas de la época muda, con al menos cinco adaptaciones en cortometrajes mudos de 1908, 1911, 1916, 1917, y 1919 respectivamente. La de 1925 fue la primera versión en largometraje, aunque el original de 95 minutos se vio reducido a 69 minutos en su estreno para EE. UU., siendo estrenada allí completa finalmente por Lee-Bradford Corporation en 1926. Una versión sonora fue estrenada en 1935 por RKO Pictures, y la última versión fue en 1965 en una cinta de la Hammer Films.
La película de 1925 es la más fiel de las tres adaptaciones a largometraje y sigue de cerca la acción, los personajes y ubicaciones de la novela original. Heinrich Richter se ocupó de los suntuosos decorados y de las impresionantes tomas de paisajes. La actriz de Hollywood Betty Blythe viajó a Europa para aparecer en la película, ya que los productores esperaban aprovechar su atractivo de "vampiresa", mostrando a su personaje buena parte del metraje con una escasa prenda transparente. Más tarde se comentó que "Un director es el único hombre junto con su marido que puede decirle cuánta ropa debe quitarse".
El crítico Christopher Workman opinó "El actor principal Carlyle Blackwell [que interpretó un doble papel en la película] era demasiado mayor para el papel de Leo Vincey, y el maquillaje pálido y la ridícula peluca rubia que se ve obligado a lucir solo hacen su edad más obvia.... Camina a través del metraje sin mostrar el menor interés en nada de ello." Más tarde apareció en la película de Alfred Hitchcock The Lodger (1927) y en The Hound of Baskervilles (1929).) Alexander Butler, que interpreta a Mahomet en la película, era de hecho un director que había hecho algunas películas de terror mudas, incluyendo The Sorrows of Satan (1917) y El escarabajo (1919).

## Trama
En la universidad de Cambridge, el profesor Horace Holly, apodado "Babuino", es visitado por el moribundo Vincey quién pide a su amigo Holly que crie a su hijo único Leo, y que le entregue cierto cofre el día en que cumpla veinticinco años. Holly está de acuerdo. El niño crece y cuando llega el día, se revela que el cofre contiene una carta donde su padre le informa de sus orígenes y unos pergaminos de dos mil años donde una mujer pide a su hijo o a sus descendientes, que venguen la muerte de su amado esposo Calícrates, perpetrada por la reina Ayesha al negarse a ser su amante. El padre explica en su misiva que esa mujer ha gobernado durante siglos a una población africana, con su juventud y longevidad aseguradas por unas misteriosas "columnas de fuego" que hay en su remoto reino. Debido a su declinante salud, no pudo investigar más. Leo convence al escéptico Horace y a su ayudante Job para organizar una expedición a Etiopía y verificar cuánto hay de verdad en todo ello, encontrando las perdidas "Columnas de Fuego", que se dice conceden la inmortalidad a quienquiera que se bañe en su luz, y custodiadas por una bellísima reina así inmortal llamada Ayesha, y conocida por sus maltratados súbditos como "Aquella que debe ser obedecida". 
Viajarán con ella bajo las ruinas de una ciudad perdida escondida en unas cuevas volcánicas subterráneas de Etiopía, donde Leo descubre que es la reencarnación de su antepasado Calícrates. Descubre que hace dos mil años, la reina Ayesha le asesinó al descubrir que estaba enamorado de una mujer llamada Amenartes. Ayesha convence a Leo de que se bañe en los pilares de fuego para que pueda volverse inmortal y ella compartir su trono con él. Leo duda, y ella para que vea que no hay peligro decide meterse primero en las llamas místicas. Sin embargo, Ayesha envejece rápidamente hasta la muerte, sin darse cuenta de que introducirse en las llamas dos veces es una equivocación fatal.

## Reparto
- Betty Blythe como Ayesha
- Carlyle Blackwell como Leo Vincey/Calícrates
- Mary Odette como Ustane
- Tom Reynolds como Job
- Heinrich George como Horace Holly
- Jerrold Robertshaw como Billali
- Alexander Butler como Mahomet